# 森永真由美
森永真由美（日语：／ Mayumi Morinaga，1981年9月19日—）是一名日本女性歌手，出生于佐贺县。目前所属的唱片公司为EXIT TUNES。其以senya（於2022年10月22日引退）之名作为东方Project同人音乐团体幽闭星光的主唱，有等作品。